# ディエゴ・トリスタン
ディエゴ・トリスタン・エレーラ（Diego Tristán Herrera, 1976年1月5日 - ）は、スペイン出身の元サッカー選手。スペイン代表であった。ポジションはFW。
リーガ・エスパニョーラ通算227試合出場95得点の実績を誇っている。スペイン代表としては2002 FIFAワールドカップに出場した。

## クラブ経歴

### RCDマジョルカ
セビージャ県ラ・アルガバに生まれ、レアル・ベティスの下部組織で育った。その後RCDマジョルカの下部組織に移り、1998-99シーズンにトップチームからデビューすると、プリメーラ・ディビシオン（1部）昇格を決めた。1999-2000シーズンにはCDヌマンシア戦でプリメーラ・ディビシオンデビューして初得点も決め、最終的にはトップリーグ初挑戦ながら18得点を決めた。2000年夏にはレアル・マドリードに移籍しかけたが、レアル・マドリードのロレンソ・サンス会長が退任し、スター選手を好んで獲得するフロレンティーノ・ペレス会長が就任したため、移籍は取り止められた。

### デポルティーボ・ラ・コルーニャ
2000年夏、デポルティーボ・ラ・コルーニャに移籍し、4-5-1フォーメーションでのロイ・マカーイなどとの連携で相手を恐怖に陥れた。2000-01シーズンはマカーイがワントップのレギュラーであり、試合に継続的に出場できなかったトリスタンは移籍を匂わせたが、2001-02シーズンには絶対的なレギュラーとなり、リーグ戦で21得点を挙げて得点王（ピチーチ賞）となった。同シーズンのUEFAチャンピオンズリーグでは6得点、コパ・デル・レイでは5得点を挙げ、シーズンを通じての得点数は32点に及んだ。2002年4月7日のRCDマジョルカ戦(5-0)ではハットトリックを達成している。
しかしその後、スペイン代表招集中に足首を負傷し、ヨーロッパ・ゴールデンシューを獲得したマカーイに完全にポジションを奪われた。2002-03シーズンはベンチ生活を余儀なくされ、リーグ戦では23試合に出場して9得点に終わったが、公式戦全体では19得点を挙げた。2003年6月にマカーイがバイエルン・ミュンヘンに移籍すると、トリスタンは調子や自信を落とした。2003-04シーズンはチームの公式戦56試合のうち出場しなかったのは8試合だけであったが、フル出場はわずかに10試合で、20試合は途中出場であったため、得点は13点（リーグ戦で8点、コパ・デル・レイで2点、UEFAチャンピオンズリーグで3点）に終わった。6シーズン在籍したデポルティーボではリーグ戦で87得点を挙げ、ファン・カルロス・バレロンの代わりにトップ下を務めたこともあった。2006年9月1日、リオネル・スカローニとともに戦力外通告を受けた。

### RCDマジョルカ復帰
ボルトン・ワンダラーズFCなど、スペイン国内外から獲得への関心が示されたが、2006年9月、古巣RCDマジョルカに移籍した。しかし、コンディション不良が続き、得点を奪うこともできなかったため、2007年1月31日に放出された。同年夏までの半年間は無所属状態であった。

### ASリヴォルノ・カルチョ
2007年7月、FCシャフタール・ドネツクに移籍したクリスティアーノ・ルカレッリの後釜を探していた、イタリア・セリエAのASリヴォルノ・カルチョと1年契約を結んだ。2007-08シーズンはわずか1得点しか挙げられず、チームもセリエBに降格した。

### ウェストハム・ユナイテッドFC
2008-09シーズン開始時点で所属クラブがなかったが、2008年9月30日からプレミアリーグ・ウェストハム・ユナイテッドFCのトライアルを受け、10月14日に契約を交わした。12月8日のトッテナム・ホットスパーFC戦(0-2)の83分に途中出場してデビューし、12月28日のストーク・シティFC戦(2-1)で途中出場から移籍後初得点を決めた。2008-09シーズン終了後にウェストハムを退団した。

### カディスCF
2009年7月24日、セグンダ・ディビシオン（2部）のカディスCFに移籍し、14シーズンぶりにアンダルシア州内のクラブに戻った。2009-10シーズンは調子を取り戻し、最後の試合となったCDヌマンシア戦(4-2)では2得点を挙げたが、クラブは19位でセグンダ・ディビシオンB（3部）降格が決定した。

## 代表経歴
デポルティーボ・ラ・コルーニャでの活躍が認められ、2001年6月2日、2002 FIFAワールドカップ・ヨーロッパ予選のボスニア・ヘルツェゴビナ戦(4-1)でスペイン代表デビューし、この試合で初得点も決めている。日本と韓国で共催された2002 FIFAワールドカップ本大会には背番号10を着けて臨んだが、大会中に負傷し、無得点と不完全燃焼に終わった。2003年9月6日、最後のスペイン代表キャップとなったポルトガルとの親善試合(3-0)で代表4得点目を決めた。

## 所属クラブ
- 1995-1998  レアル・ベティスB
- 1998-1999  RCDマジョルカB
- 1999-2000  RCDマジョルカ
- 2000-2006  デポルティーボ・ラ・コルーニャ
- 2006-2007  RCDマジョルカ
- 2007-2008  ASリヴォルノ・カルチョ
- 2008-2009  ウェストハム・ユナイテッドFC
- 2009-2010  カディスCF

## 個人成績
| 国内大会個人成績 | 国内大会個人成績 | 国内大会個人成績 | 国内大会個人成績 | 国内大会個人成績 | 国内大会個人成績 | 国内大会個人成績 | 国内大会個人成績 | 国内大会個人成績 | 国内大会個人成績 | 国内大会個人成績 | 国内大会個人成績 |
| 年度             | クラブ           | 背番号           | リーグ           | リーグ戦         | リーグ戦         | リーグ杯         | リーグ杯         | オープン杯       | オープン杯       | 期間通算         | 期間通算         |
| 年度             | クラブ           | 背番号           | リーグ           | 出場             | 得点             | 出場             | 得点             | 出場             | 得点             | 出場             | 得点             |
| スペイン         | スペイン         | スペイン         | スペイン         | リーグ戦         | リーグ戦         | 国王杯           | 国王杯           | オープン杯       | オープン杯       | 期間通算         | 期間通算         |
| ---------------- | ---------------- | ---------------- | ---------------- | ---------------- | ---------------- | ---------------- | ---------------- | ---------------- | ---------------- | ---------------- | ---------------- |
| 1996-97          | ベティスB        | 7                | セグンダB        | 33               | 11               |                  |                  |                  |                  |                  |                  |
| 1997-98          | ベティスB        | 7                | セグンダB        | 24               | 11               |                  |                  |                  |                  |                  |                  |
| 1998-99          | マヨルカB        | 7                | セグンダB        | 39               | 15               |                  |                  |                  |                  |                  |                  |
| 1999-00          | マジョルカ       | 7                | プリメーラ       | 35               | 18               |                  |                  |                  |                  |                  |                  |
| 2000-01          | デポルティーボ   | 9                | プリメーラ       | 29               | 19               |                  |                  |                  |                  |                  |                  |
| 2001-02          | デポルティーボ   | 9                | プリメーラ       | 33               | 21               |                  |                  |                  |                  |                  |                  |
| 2002-03          | デポルティーボ   | 9                | プリメーラ       | 23               | 9                |                  |                  |                  |                  |                  |                  |
| 2003-04          | デポルティーボ   | 9                | プリメーラ       | 34               | 8                |                  |                  |                  |                  |                  |                  |
| 2004-05          | デポルティーボ   | 9                | プリメーラ       | 23               | 9                |                  |                  |                  |                  |                  |                  |
| 2005-06          | デポルティーボ   | 9                | プリメーラ       | 36               | 11               |                  |                  |                  |                  |                  |                  |
| 2006-07          | マジョルカ       | 14               | プリメーラ       | 13               | 0                |                  |                  |                  |                  |                  |                  |
| イタリア         | イタリア         | イタリア         | イタリア         | リーグ戦         | リーグ戦         | イタリア杯       | イタリア杯       | オープン杯       | オープン杯       | 期間通算         | 期間通算         |
| 2007-08          | リヴォルノ       | 22               | セリエA          | 21               | 1                | 0                | 0                | -                | -                | 21               | 1                |
| イングランド     | イングランド     | イングランド     | イングランド     | リーグ戦         | リーグ戦         | FLカップ         | FLカップ         | FAカップ         | FAカップ         | 期間通算         | 期間通算         |
| 2008-09          | ウェストハム     | 25               | プレミア         | 14               | 3                |                  |                  |                  |                  |                  |                  |
| スペイン         | スペイン         | スペイン         | スペイン         | リーグ戦         | リーグ戦         | 国王杯           | 国王杯           | オープン杯       | オープン杯       | 期間通算         | 期間通算         |
| 2009-10          | カディス         | 10               | セグンダ         |                  |                  |                  |                  |                  |                  |                  |                  |
| 通算             | スペイン         | スペイン         | セグンダB        | 96               | 37               |                  |                  |                  |                  |                  |                  |
| 通算             | プリメーラ       | プリメーラ       | カテゴリー       | 226              | 95               |                  |                  |                  |                  |                  |                  |
| 通算             | イタリア         | イタリア         | セリエA          | 21               | 1                |                  |                  |                  |                  |                  |                  |
| 通算             | プレミアリーグ   | プレミアリーグ   | プレミア         | 14               | 3                |                  |                  |                  |                  |                  |                  |
| 総通算           | 総通算           | 総通算           | 総通算           | 343              | 133              |                  |                  |                  |                  |                  |                  |

## 代表歴

### 出場大会
- スペイン代表
  - 2002 FIFAワールドカップ

### 試合数
- 国際Aマッチ 15試合 4得点（2001年-2003年）[12]

| スペイン代表 | 国際Aマッチ | 国際Aマッチ |
| 年           | 出場        | 得点        |
| ------------ | ----------- | ----------- |
| 2001         | 5           | 2           |
| 2002         | 6           | 0           |
| 2003         | 4           | 2           |
| 通算         | 15          | 4           |

### 得点
| # | 日時         | 場所         | 相手                     | スコア | 結果 | 大会                                    |
| - | ------------ | ------------ | ------------------------ | ------ | ---- | --------------------------------------- |
| 1 | 2001年6月2日 | オビエド     | ボスニア・ヘルツェゴビナ | 4–1    | 勝利 | 2002 FIFAワールドカップ・ヨーロッパ予選 |
| 2 | 2001年9月1日 | バレンシア   | オーストリア             | 4–0    | 勝利 | 2002 FIFAワールドカップ・ヨーロッパ予選 |
| 3 | 2003年4月2日 | レオン       | アルメニア               | 3–0    | 勝利 | UEFA欧州選手権2004予選                  |
| 4 | 2003年9月6日 | ギマランイス | ポルトガル               | 3–0    | 勝利 | 親善試合                                |

## タイトル

### クラブ
- デポルティーボ・ラ・コルーニャ
  - コパ・デル・レイ: 2001-2002
  - スーペルコパ・デ・エスパーニャ: 2000, 2002

### 個人
- ピチーチ賞: 2001-2002